# اشلی رابینسون
اشلی رابینسون (انگلیسی: Ashley Robinson؛ زادهٔ ۱۲ اوت ۱۹۸۲) بازیکن بسکتبال اهل ایالات متحده آمریکا است.
وی در مسابقات کشوری و بین‌المللی در مجموع برندهٔ ۱ مدال طلا شده‌است.